# Landgoed Schovenhorst

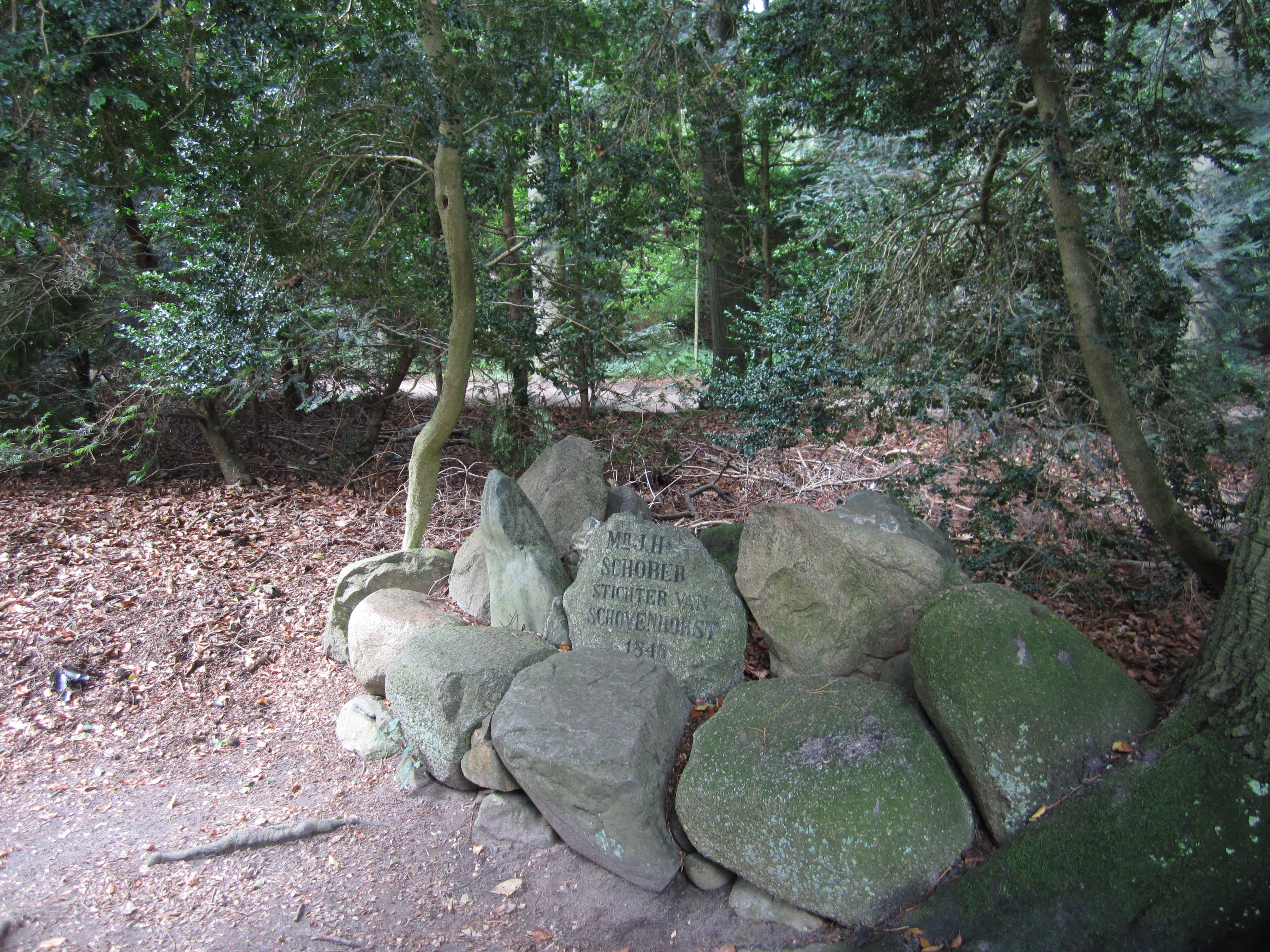
Herdenkingsbank voor mr. J.H. Schober, stichter van Schovenhorst

Landgoed Schovenhorst is een landgoed bij het Nederlandse Putten op de Veluwe, gesticht in 1848. Op het landgoed is lange tijd geëxperimenteerd met allerlei boomzaden. Tegenwoordig stelt men recreatieve en educatieve activiteiten centraal rond het het thema natuur-cultuur.

## Oorsprong
Van oorsprong was het gebied bedoeld om van boomsoorten uit allerlei delen van de wereld te onderzoeken of ze op de heide konden groeien. De stichter, Mr. J. H. Schober, wilde nagaan of op de zogenaamde woeste gronden landbouw of bosbouw mogelijk was, teneinde deze als bron van welvaart aan te kunnen wenden. Het gebied is na 1901 door zijn schoonzoon dr. Johannes Theodorus Oudemans beheerd. Op Schovenhorst is de Douglasspar in Nederland geïntroduceerd

## Recente ontwikkeling
In 1967 is de Stichting Schovenhorst opgericht om het landgoed in stand te houden. Op het landgoed is binnen het bosbeheer nog steeds veel ruimte voor experimenten. De laatste decennia, met name vanaf 1998, staat de recreatieve functie van het terrein echter voorop.
Er zijn 5 parken en tuinen, onder andere het oudste Nederlandse pinetum. Naast horeca en een bezoekerscentrum zijn er een zogenaamde Bostoren, een ontwerp van Bjarne Mastenbroek van het Amsterdamse Architectenbureau SeARCH en enkele kunstwerken.